# ネトゥンボ・ナンディ＝ンダイトワ
ンデムペリラ・ネトゥンボ・ナンディ＝ンダイトワ（Ndemupelila Netumbo Nandi-Ndaitwah, 1952年10月29日 - ）は、ナミビアの政治家。第5代大統領（在任：2025年3月21日 - ）。
ナミビア史上初の女性大統領。2024年から2025年まで、大統領ナンゴロ・ムブンバのもと第3代副大統領を務めた。ニックネームはNNN。

## 経歴

### 生い立ち
南西アフリカ委任統治領のオナムタイ（今日のナミビアのオハングウェナ州とオシャナ州の州境近く）に、ジャスティーナ・ネコト・シャドゥカ＝ナンディとペトラス・ナンディの13人の子どもの第9子として生まれる。父は聖公会の牧師であった。
オディボのミッション系の学校に通ったが、ティーンエイジャーのころから政治活動をはじめ、14歳で南西アフリカ人民機構 (SWAPO) に加入。ほどなく、南アフリカ共和国による南西アフリカ支配の打倒を目指してたたかっていたSWAPOの青年組織のリーダーとなったが、弾圧を受け、1973年に亡命。ザンビアのSWAPO組織に加わった。1973年から1975年まで、ザンビアのルサカにあるSWAPO本部に勤めたのち、1975年から1976年までソビエト連邦のレーニン高等コムソモール学院に留学。1987年に、グラスゴー工科大学（今日のグラスゴー・カレドニアン大学）大学院から公共政策管理論の学位を、その翌年、イギリスのキール大学大学院から国際関係論の学位を、1989年にも同じくキール大学から外交論の修士号をそれぞれ取得した。

### 政治家として
1976年から1978年まで在ザンビアSWAPO代表部の副代表を、1978年から1980年まで同首席代表をそれぞれ務めた。1980年から1986年まではタンザニアのダルエスサラームで、SWAPOの東アフリカ代表部首席代表の地位にあった。1976年から1986年までSWAPO中央委員会委員を、1991年から1994年までナミビア全国女性機構 (NANAWO) 総裁を務めた。
独立後は1990年からナミビアの国会議員であり、あわせて1990年から1996年まで国際関係・協力副大臣を務めたのち、1996年に大統領府女性問題局長に就任。ナミビアではじめて閣僚級ポストについた女性となった（2000年まで在任）。2000年には女性問題・児童福祉相に就任した。
2005年から2010年まで情報・放送相を、その後環境・観光相を歴任したのち、2012年12月の大規模な内閣改造で国際関係・協力相に転任した。
2015年3月には大統領ハーゲ・ガインゴブのもと、副首相に指名され、国際関係・協力相と兼務するかたちとなった。その間、SWAPOの中央委員会委員や政治局委員も兼ねていた。
2023年3月、大統領のガインゴブから、翌年の総選挙におけるSWAPOの大統領候補に指名された。2024年2月にガインゴブが死去し、ナンゴロ・ムブンバが後任の大統領となると、女性としてナミビア史上初の副大統領に就任した 。
2024年12月3日の大統領選挙では68万3560票（得票率58.7パーセント）を獲得。対立候補であったパンドゥレニ・イトゥラやマクヘンリー・ベナーニを退け当選した。2025年3月21日に大統領に就任した。

## 人物
夫のエパフラス・デンガ・ンダイトワは、退役したナミビア軍中将である。
妊娠中絶に反対している。

## ギャラリー

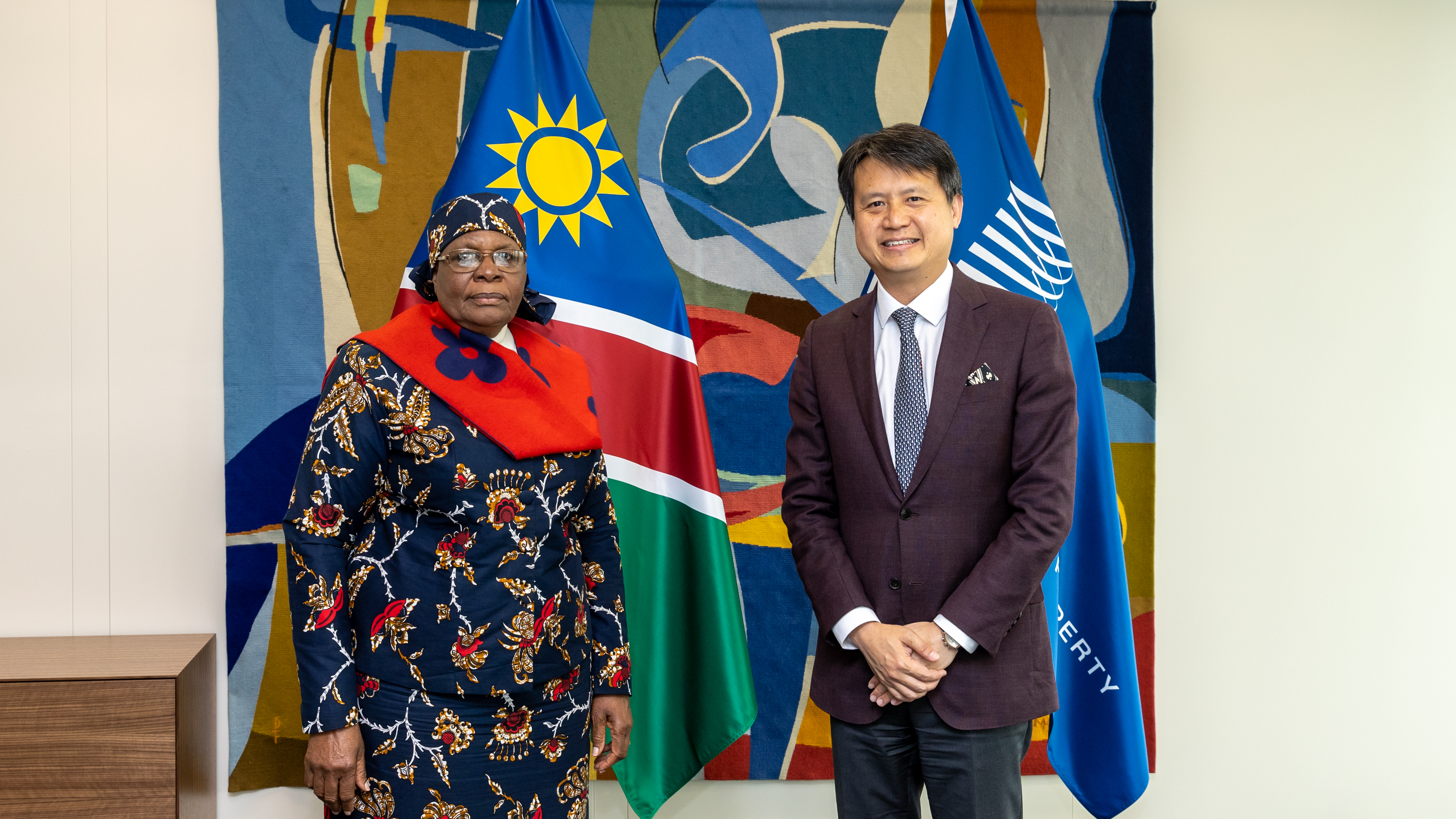
2022年、世界知的所有権機関 (WIPO) 事務局長ダレン・タンと
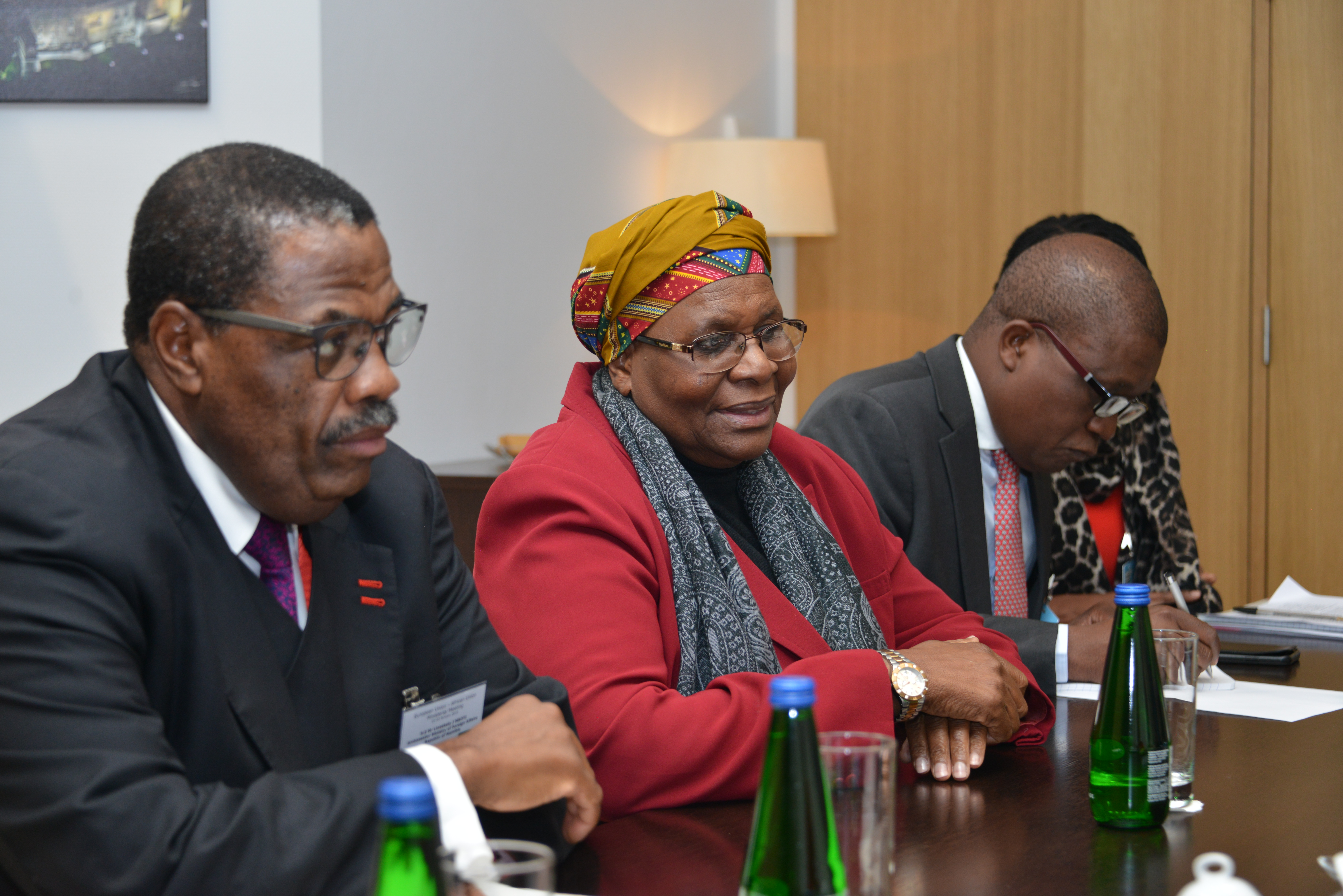
2019年、エストニア外務省との会合にて
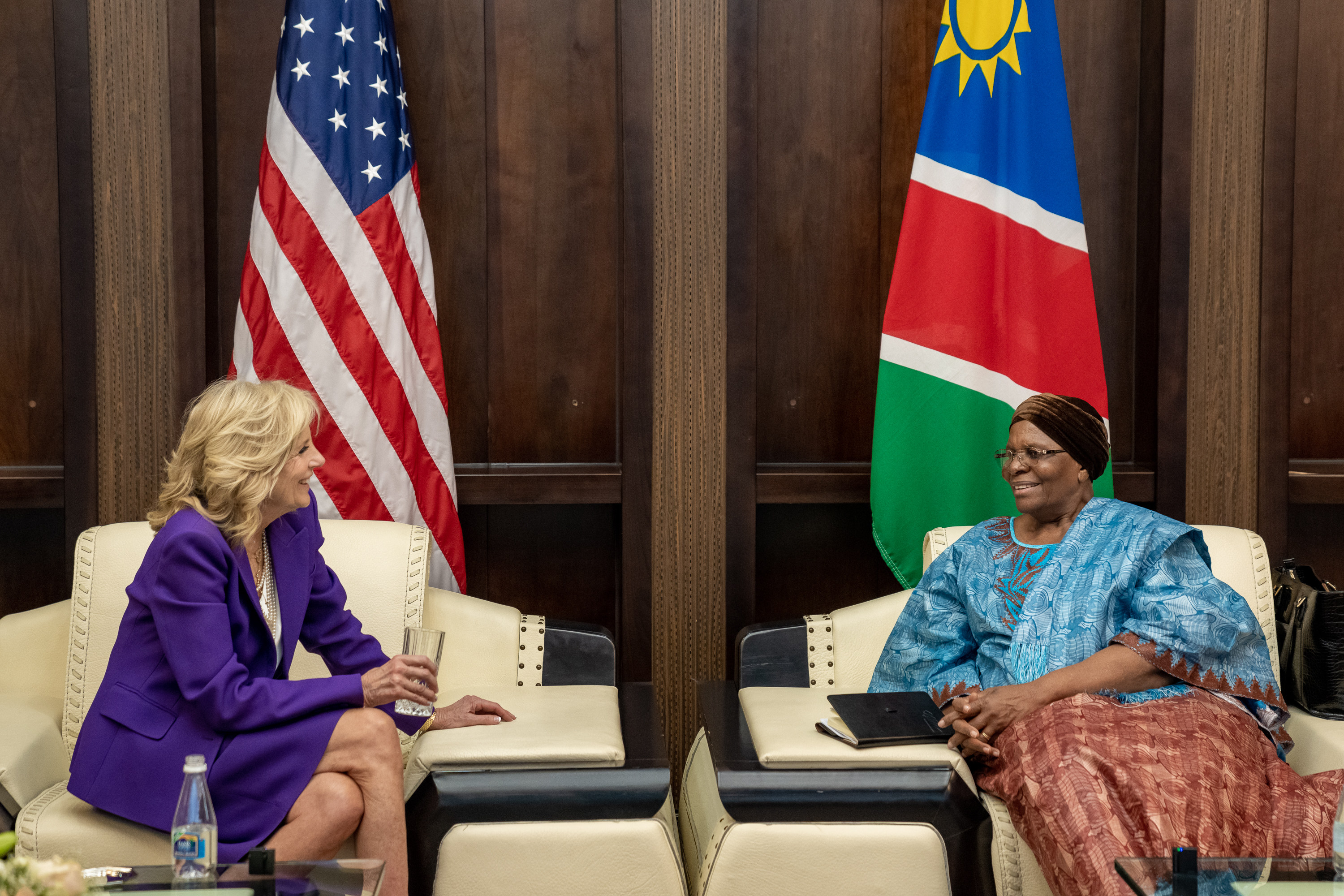
2023年、ウィントフックの大統領官邸でアメリカ合衆国のファーストレディジル・バイデンと

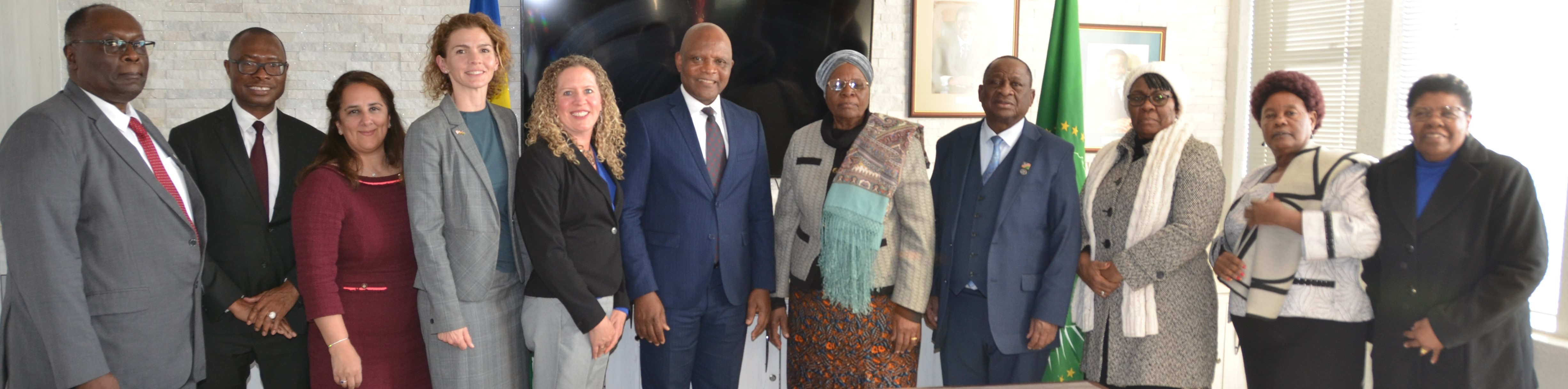
アメリカ合衆国国際開発庁 (USAID) およびアメリカ大統領エイズ救済緊急計画 (PEPFAR) の代表者とナミビア政府閣僚の集合写真。中央右がナンディ＝ンダイトワ